# Mondeville
Mondeville é uma comuna francesa na região administrativa da Normandia, no departamento Calvados. Estende-se por uma área de 9,05 km². Em 2010 a comuna tinha 10 151 habitantes (densidade: 1 121,7 hab./km²).048 hab/km².